# Carl Jacobi

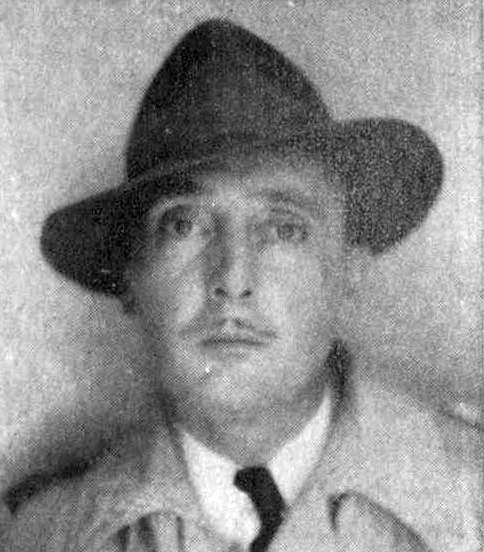
Carl Richard Jacobi

Carl Richard Jacobi (10 de julio de 1908 – 25 de agosto de 1997). Cuentista estadounidense, escribió cuentos de los géneros de horror, fantasía y ciencia ficción para las revistas pulp de su época.
Jacobi nació en Minnesota en 1908 y vivió allí toda su vida. Cursó estudios en la Universidad del Estado desde 1927 hasta 1930. Allí inició su carrera de escritor en las publicaciones universitarias. Jacobi murió el 25 de agosto de 1997.

## Biografía

### Temprana edad y educación
Jacobi nació en Mineápolis, Minnesota, en 1904 y vivió allí durante toda su vida. Fue un soltero de toda la vida. Era un lector voraz, tragando a una edad temprana cantidades de Jules Verne , Edgar Allan Poe , HG Wells , así como las historias de aventuras de Frank Merriwell y Tom Swift . Jacobi fue siempre un escritor; en su escuela secundaria, ganó un buen dinero de bolsillo inventando sus propias 'novelas de diez centavos' (folletos de cuentos cortos) y vendiéndolas a sus compañeros de estudios a diez centavos la pieza. [1]
Jacobi asistió a la Universidad de Minnesota de 1927 a 1930, con especialización en Literatura Inglesa, donde comenzó su carrera como escritor en revistas del campus y fue compañero de estudios de Donald Wandrei . Escribió sobre este período en Thrilling Wonder Stories (junio de 1939) que "Traté de dividir mi tiempo entre los cursos de retórica y el laboratorio de geología. Como estudiante de primer año, estaba algo indeciso si la vida futura me encontraría estudiando rocas y fósiles o simplemente golpeando un máquina de escribir. Ganó la máquina de escribir ". Las primeras historias de Jacobi se publicaron mientras estaba en la Universidad. Mucho antes de graduarse, hizo su primera venta profesional, una breve historia de detectives, "Rumbling Cannon", a Secret Service Stories. Esto debería haber pagado alrededor de cincuenta dólares, pero Jacobi no recibió nada ya que la pulpa se dobló poco después de que se publicó la historia. La última de las historias que publicó mientras estaba en la universidad, "Moss Island", fue la contribución de un graduado a The Quest of Central High School, y "Mive" (que ganó un concurso universitario juzgado por Margaret Culkin Banning ), publicado en el The Minnesota Quarterly de la Universidad de Minnesota . Ambas historias se vendieron más tarde a Amazing Stories (invierno de 1932) y Weird Tales, respectivamente, y marcaron su debut en revistas profesionales. "Mive" ( Weird Tales , 1932) le supuso el pago de 25 dólares. "Mive" fue elogiado por HP Lovecraft en su carta a Jacobi del 27 de febrero de 1932: "Mive me complace inmensamente, y le dije a Wright que estaba contento de ver al menos una historia cuya rareza del incidente se hizo convincente con una adecuada preparación emocional y atmósfera adecuadamente desarrollada ". Lovecraft elogió el trabajo de Jacobi a Derleth y, por lo tanto, ayudó a establecer la relación a largo plazo que Arkham House tendría con Jacobi.

## 1930
Jacobi se unió al equipo editorial de The Minnesota Quarterly y, después de graduarse en 1931, se convirtió en reportero de noticias, crítico y subeditor del Minneapolis Star , así como crítico frecuente de libros y obras de teatro. También formó parte del personal de Minnesota Ski-U-Mah , una revista de humor del campus (descrita en las cubiertas de los libros de Jacobi como "una publicación escolástica"). Después de un tiempo, las horas regulares palidecieron y dejó el Star y alquiló una oficina en la parte alta de Mineápolis en la que había máquina de escribir, papel, algunos libros de referencia y una lista de direcciones editoriales en Nueva York.
Jacobi conoció a August Derleth en enero de 1931 cuando Derleth visitaba Mineápolis para ver a Donald Wandrei . Jacobi había leído las historias de Derleth en Weird Tales y sus historias de Solar Pons en Dragnet y pidió ser presentado; se reunieron, y con Donald Wandrei, para una mesa redonda literaria en el Rainbow Cafe de Mineápolis. Aunque Derleth y Jacobi mantuvieron correspondencia durante 40 años a partir de entonces, Jacobi lo vio pocas veces en St Paul y nunca visitó la casa de Derleth en Sauk City , Wisconsin. Durante el verano siguiente, cuando Derleth trabajó brevemente como editor de Fawcett Publications, en las afueras de Mineápolis, los tres hombres se reunían con frecuencia para sesiones de intercambio de ideas.
Desde 1932 hasta la muerte de Jacobi en 1997, el escritor de pulpa Hugh B. Cave mantuvo correspondencia con Jacobi. Decenas de sus cartas se citan en las memorias de Cave Magazines I Remember (Chicago: Tattered Pages Press, 1994), aunque muchas de las primeras cartas de Jacobi a Cave se perdieron en un incendio a principios de la década de 1970, junto con copias de todas las primeras historias de Cave. Jacobi y Cave a menudo se criticaban y mejoraban las historias de los demás. [2]

Jack Adrian escribe:
En los años de la depresión de principios de la década de 1930, el escritor de pulpa necesitaba un arsenal creativo tan formidable como fuera posible, junto con una cierta cantidad de suerte y astucia, para romper incluso los mercados que pagaban menos. Jacobi tenía una habilidad útil para soñar un medio memorable contra el cual colocar sus historias, y situaciones extrañas que permanecían en la mente mucho después de que la revista en la que se encontraba la historia hubiera sido terminada y desechada. Es posible que haya sido el único escritor en tener una historia firmemente rechazada por el temible editor de Weird Tales , Farnsworth Wright , solo para tener a Wright, semanas después, rogando por la historia, porque un incidente se le había quedado grabado en la mente. Se trataba de "Revelations in Black", una historia de vampiros escalofriante y muy reimpresa ambientada en una antigua granja de piedra en las afueras de Minneapolis que Jacobi había pasado una noche en coche (el inquietante jardín bordeado de estatuas de la casa, visto por la brillante luz de la luna, su ojo y su imaginación. [1]
Jacobi escribió decenas de cuentos para todas las revistas de fantasía y ciencia ficción más conocidas y estuvo representado en numerosas antologías de ficción imaginativa publicadas en Estados Unidos, Inglaterra y Nueva Zelanda. Sus historias fueron traducidas al francés, sueco, danés y holandés. Muchos de sus cuentos se publicaron en antologías editadas por Derleth, y Arkham House publicó sus tres primeras colecciones de cuentos. Las historias también aparecieron en revistas como Short Stories , Railroad Magazine , The Toronto Star , Wonder Stories , MacLean's magazine , Ghost Stories , Strange Stories , Thrilling Mystery , Startling Stories , Complete Stories , Top-Notch y otras. Aunque más conocido por su macabra ficción, Jacobi también escribió ciencia ficción, historias de amenazas extrañas e historias de aventuras. [3]
Ya en 1935, Jacobi estaba viendo un mayor porcentaje de historias rechazadas. Presionado por problemas financieros y la necesidad de ayudar a sus padres a sobrevivir a la Depresión, aceptó un trabajo de $ 50 a la semana como escritor de continuidad para la estación de radio local donde permaneció hasta 1940.
Jacobi estaba fascinado por los cuentos de aventuras con un entorno del sudeste asiático, particularmente en lo que respecta al Borneo central holandés y el sudeste asiático marítimo . Jacobi escribió a los funcionarios que trabajaban en el sudeste asiático para obtener detalles de sus historias, [3] y tenía un conocimiento considerable de ese trasfondo en su ficción. Según Jack Adrian, "escribiría a los responsables de puestos de avanzada remotos en el corazón de la jungla de Borneo, por ejemplo, exigiendo detalles geográficos, tradiciones étnicas oscuras, condiciones atmosféricas y de prevención; cualquier cosa, en resumen, no se podía" Salir de un libro. De esta manera se convirtió en un reconocido experto en un campo que él mismo había creado, al mismo tiempo que inventaba subgéneros de ficción completamente nuevos, como "Cuento de terror de Borneo", "Aventura de Nueva Guinea", etc. hizo el mismo truco con Baluchistán . [4]
En 1939, Jacobi conoció al escritor Clifford D. Simak cuando Simak se mudó a Mineápolis para trabajar en el Mineápolis Star ; se hicieron amigos. En ese momento, Jacobi enumeró sus pasatiempos como "estudiar el cielo nocturno con un vaso de 60 potencias; continuar los contactos con amigos que ahora se encuentran en lugares de salto de los mares del sur y Malasia; y recolectar latas de tabaco viejas". [5]
Fritz Leiber escribió que: "sus mejores cuentos seguramente incluyen" Mive "," El pez de Carnaby "," Revelations in Black "," Moss Island "," Portrait in Moonlight "," The Lo Prello Paper "," The Aquarium "," La barrera de Singleton "... y" Lo desagradable en Carver House ". [6]

## 1940 y 1950
En 1940-41, Jacobi se desempeñó como editor de Midwest Media , una revista comercial de publicidad y radio. Luego pasó algunos años como reportero y crítico de libros y obras de teatro para el Minneapolis Star . Trabajó para ellos durante muchos años, escribiendo ficción al margen. Después de esto, "viajó un hechizo; se engañó con la telegrafía, tanto inalámbrica como Morse por otro hechizo; luego se dedicó a escribir ficción a tiempo completo".
En el momento de la compilación de Revelations in Black (1947), la primera colección de Jacobi, Jacobi estaba trabajando en una novela, pero se desconoce si se completó. [ cita requerida ]
Jacobi continuó vendiendo historias a Weird Tales hasta la década de 1950, y ese mercado se llevó dieciocho de sus historias en total.
Cuando los mercados de la pulpa colapsaron, Jacobi tomó un empleo regular en una de las plantas de defensa de Honeywell como inspector de electrónica, un trabajo que tuvo durante la Segunda Guerra Mundial y más allá, mientras escribía a tiempo parcial. Trabajaba en el turno de noche en Honeywell los siete días de la semana, lo que tuvo un efecto severo tanto en su horario de escritura como en su salud, lo que le provocó problemas cardíacos. 

## 1960
1964 vio la publicación de la segunda colección de ficción extraña de Jacobi, Portraits in Moonlight , y varios cuentos publicados en revistas.

## 1970 y 1980
En 1972, Arkham House publicó la tercera colección de ficción extraña de Jacobi, Disclosures in Scarlet . Don Herron, escribiendo en Jack Sullivan Pingüino Enciclopedia de horror y lo sobrenatural , llama a 1972 la historia de Jacobi "El aspecto desagradable de la Carver House" su obra maestra - "un cuento macabro de horror y locura que, indistintamente, con la mejor obra de Robert Aickman y Walter de la Mare en su brillante uso de la sugestión. Un sentimiento de inquietud impregna la historia, y sus muchas implicaciones macabras se alimentan de la imaginación mucho después de que se lee la última frase ".
En 1973, Jacobi asistió a la convención de ciencia ficción Torcon II 31ª Convención Mundial de Ciencia Ficción , celebrada en Canadá, habiendo sido persuadido para asistir por el agente literario Kirby McCauley . Allí conoció a figuras como J. Vernon Shea y Robert Bloch. En el mismo año, Kirby McCauley , John Koblas, Eric Carlson, Joe West y otros lanzaron la revista Etchings and Odysseys en Minneapolis. Jacobi asistió al lanzamiento, junto con Mary Elizabeth Counselman, quien había aparecido con frecuencia en las páginas de las mismas revistas que Jacobi. Jacobi también se reunió con E. Hoffman Price (de visita desde el oeste) tanto en la casa de Donald Wandrei como en la sede de Etchings y Odysseys . Koblas había conocido a Jacobi mucho antes y recibió críticas alentadoras de Jacobi sobre sus manuscritos. Jacobi también estuvo en contacto con el poeta y novelista Richard L. Tierney , residente de Twin Cities durante nueve años durante la década de 1970. Durante este período, sin embargo, Jacobi había sufrido un derrame cerebral que dejó un lado de su cuerpo paralizado y le dio un impedimento para hablar.
1980 vio una colección de historias de Jacobi publicada en francés, bajo el título Les ecarlates . En 1989 apareció una colección de historias de aventuras totalmente reimpresas de The Pulps, East of Samarinda . A finales de la década de 1980, Cryptic Publications de Robert M. Price publicó una serie de historias oscuras de Jacobi en revistas como Astro-Adventures , Pulp Stories , Pulse-Pounding Adventure Stories y Shudder Stories .
Jacobi continuó escribiendo historias macabras en las décadas de 1970 y 1980. Muchos se recogen en su volumen final, El humo de la serpiente (1994). Su última historia publicada, "A Quire of Foolscap" ( Whispers , octubre de 1987) contiene una broma interna: una esposa infiel y su amante se registran en un motel "en Carcosa", una referencia obvia a Ambrose Bierce " An Inhabitant of Carcosa "y The King in Yellow de Robert W. Chambers , así como un afectuoso elogio a la nueva editorial de Karl Edward Wagner (ver Carcosa ).

## Vida posterior y muerte
Una enfermedad debilitante paralizó a Jacobi durante la última media década de su vida, aunque su agente literario y biógrafo R. Dixon Smith hizo mucho para aliviar sus diversas aflicciones. [1]
Jacobi murió en St Louis Park, Minnesota, el 25 de agosto de 1997. 
Un homenaje a él se llevó a cabo en el Arcana (convención) 27, 26-28 de septiembre de 1997 en el Holiday Inn Express Bandana Square, Minneapolis.